# 栃木県道136号多田停車場線
栃木県道136号多田停車場線（とちぎけんどう136ごう ただていしゃじょうせん）は、栃木県佐野市を通る、かつて存在した一般県道である。

## 概要
東武佐野線 多田駅前から栃木県道126号栃木田沼線交点に至る。

### 路線データ
- 起点：栃木県佐野市多田町（東武佐野線 多田駅前）
- 終点：栃木県佐野市多田町（栃木県道126号栃木田沼線[注釈 1]交点）
- 総延長：0.2 km

## 歴史
- 1961年（昭和36年）4月1日 - 一般県道として認定。
- 2025年（令和7年）1月7日 - 栃木県告示第2号により、路線廃止[1]。

## 地理

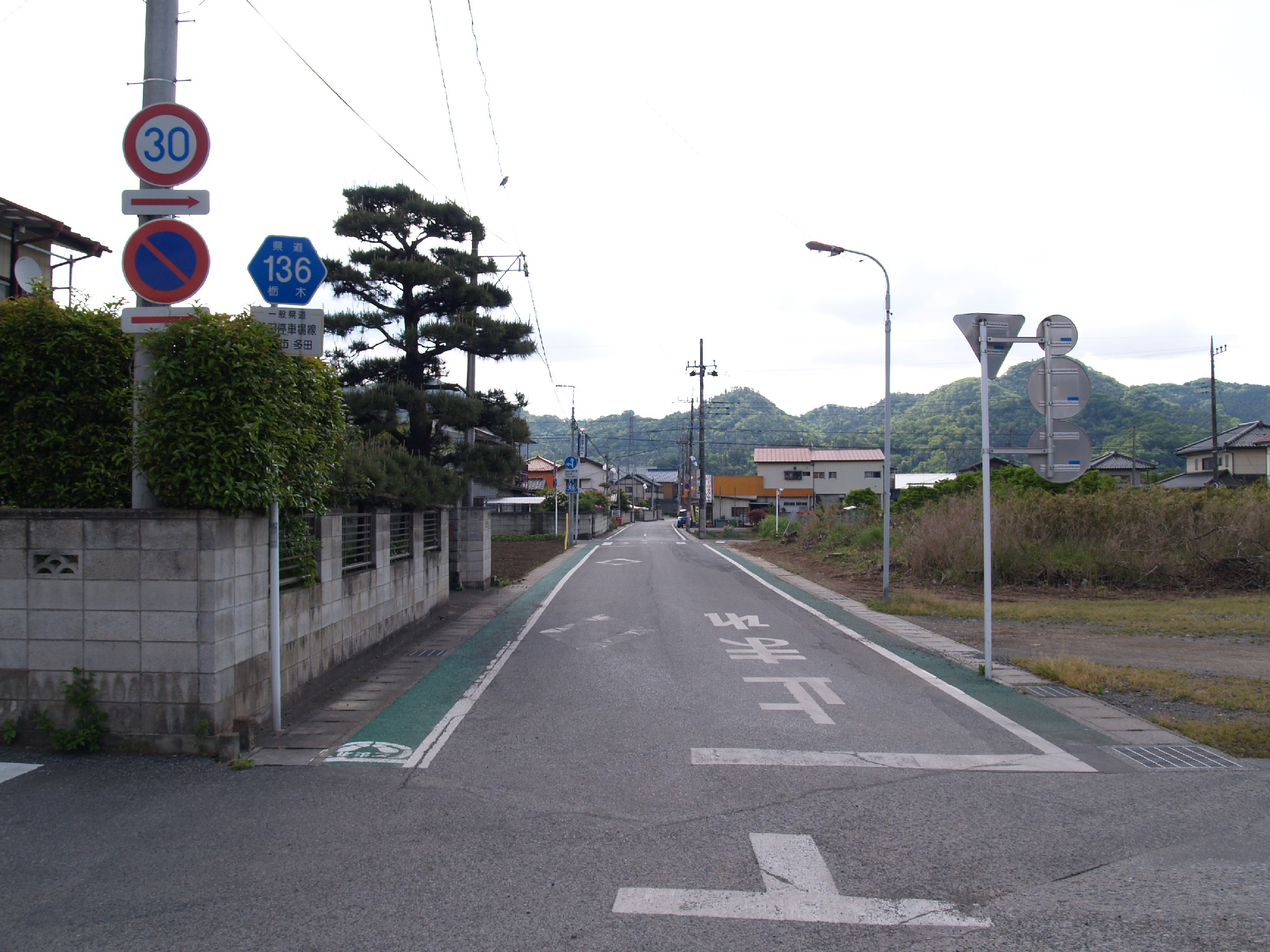
栃木県道136号多田停車場線（東武佐野線 多田駅前、2010年5月）

### 通過していた自治体
- 栃木県
  - 佐野市

### 交差していた道路
| 交差していた道路        | 交差していた場所 | 交差していた場所 |
| ----------------------- | ---------------- | ---------------- |
| 栃木県道126号栃木田沼線 | 多田町           | 終点             |

### 沿線
- 東武佐野線 多田駅